# Ruslan Qurbanov
Ruslan Eldar oğlu Qurbanov (Stavropol', 12 settembre 1991) è un calciatore azero, attaccante dell'Hypers Guba.

## Carriera

### Club
Qurbanov è nato nel 1991 a Stavropol', in Russia, in una famiglia Lezgini. Da giovane ha giocato nella Dinamo Stavropol' e nel Rostov. Nel 2008, ha iniziato a giocare per la squadra di riserva del Rostov. Nel 2008 e nel 2009 ha giocato in prestito nel Krasny Sulin e nel Taganrog. Qurbanov si è trasferito in Azerbaigian dove ha firmato un contratto con il club locale più titolato, il Neftçi Baku. Ha giocato 6 partite nella sua prima stagione professionale ed è diventato a fine anno campione d'Azerbaigian. Tra il 2011 e il 2013, Qurbanov ha trascorso due stagioni giocando in prestito nel Sumgayit, dove ha giocato 53 partite e segnato 9 gol. Dopo il suo ritorno a Neftchi, è diventato il vincitore della Coppa Azerbaigian nella stagione 2013-14. Ha avuto un breve periodo nella squadra di calcio croata dell'Hajduk Spalato, dove ha giocato 5 partite. Ruslan Qurbanov è tornato a Neftchi ancora una volta nel 2015 ed è diventato titolare durante la stagione 2015-16. Ha fatto un totale di 30 presenze in Premier League durante la stagione, in cui ha segnato 13 gol ed è diventato il capocannoniere del campionato.
Il 31 agosto 2016, Qurbanov ha firmato un contratto biennale con il Qəbələ che ha successivamente lasciato il 31 maggio 2018 dopo 6 gol e 45 presenze.
L'11 giugno 2018, Qurbanov ha firmato con il Sabail.

## Statistiche

### Cronologia presenze e reti in nazionale
| Cronologia completa delle presenze e delle reti in nazionale ― Azerbaigian | Cronologia completa delle presenze e delle reti in nazionale ― Azerbaigian | Cronologia completa delle presenze e delle reti in nazionale ― Azerbaigian | Cronologia completa delle presenze e delle reti in nazionale ― Azerbaigian | Cronologia completa delle presenze e delle reti in nazionale ― Azerbaigian | Cronologia completa delle presenze e delle reti in nazionale ― Azerbaigian | Cronologia completa delle presenze e delle reti in nazionale ― Azerbaigian | Cronologia completa delle presenze e delle reti in nazionale ― Azerbaigian |
| Data                                                                       | Città                                                                      | In casa                                                                    | Risultato                                                                  | Ospiti                                                                     | Competizione                                                               | Reti                                                                       | Note                                                                       |
| -------------------------------------------------------------------------- | -------------------------------------------------------------------------- | -------------------------------------------------------------------------- | -------------------------------------------------------------------------- | -------------------------------------------------------------------------- | -------------------------------------------------------------------------- | -------------------------------------------------------------------------- | -------------------------------------------------------------------------- |
| 28-3-2015                                                                  | Baku                                                                       | Azerbaigian                                                                | 2 – 0                                                                      | Malta                                                                      | Qual. Euro 2016                                                            | -                                                                          | 22’                                                                        |
| 7-6-2015                                                                   | Sankt Pölten                                                               | Serbia                                                                     | 4 – 1                                                                      | Azerbaigian                                                                | Amichevole                                                                 | -                                                                          | 60’                                                                        |
| 12-6-2015                                                                  | Oslo                                                                       | Norvegia                                                                   | 0 – 0                                                                      | Azerbaigian                                                                | Qual. Euro 2016                                                            | -                                                                          | 81’                                                                        |
| 3-9-2015                                                                   | Baku                                                                       | Azerbaigian                                                                | 0 – 0                                                                      | Croazia                                                                    | Qual. Euro 2016                                                            | -                                                                          | 79’                                                                        |
| 6-9-2015                                                                   | Attard                                                                     | Malta                                                                      | 2 – 2                                                                      | Azerbaigian                                                                | Qual. Euro 2016                                                            | -                                                                          | 81’                                                                        |
| 10-10-2015                                                                 | Baku                                                                       | Azerbaigian                                                                | 1 – 3                                                                      | Italia                                                                     | Qual. Euro 2016                                                            | -                                                                          | 74’                                                                        |
| 13-10-2015                                                                 | Sofia                                                                      | Bulgaria                                                                   | 2 – 0                                                                      | Azerbaigian                                                                | Qual. Euro 2016                                                            | -                                                                          |                                                                            |
| 17-11-2015                                                                 | Baku                                                                       | Azerbaigian                                                                | 2 – 1                                                                      | Moldavia                                                                   | Amichevole                                                                 | -                                                                          | 46’                                                                        |
| 26-3-2016                                                                  | Antalya                                                                    | Azerbaigian                                                                | 0 – 1                                                                      | Kazakistan                                                                 | Amichevole                                                                 | -                                                                          |                                                                            |
| 29-5-2016                                                                  | Bad Erlach                                                                 | Azerbaigian                                                                | 1 – 3                                                                      | Macedonia                                                                  | Amichevole                                                                 | -                                                                          |                                                                            |
| 3-6-2016                                                                   | Rohrbach                                                                   | Canada                                                                     | 1 – 1                                                                      | Azerbaigian                                                                | Amichevole                                                                 | -                                                                          | 46’                                                                        |
| 4-9-2016                                                                   | Serravalle                                                                 | San Marino                                                                 | 0 – 1                                                                      | Azerbaigian                                                                | Qual. Mondiali 2018                                                        | 1                                                                          | 69’                                                                        |
| 8-10-2016                                                                  | Baku                                                                       | Azerbaigian                                                                | 1 – 0                                                                      | Norvegia                                                                   | Qual. Mondiali 2018                                                        | -                                                                          | 80’                                                                        |
| 11-10-2016                                                                 | Ostrava                                                                    | Rep. Ceca                                                                  | 0 – 0                                                                      | Azerbaigian                                                                | Qual. Mondiali 2018                                                        | -                                                                          | 87’                                                                        |
| 11-11-2016                                                                 | Belfast                                                                    | Irlanda del Nord                                                           | 4 – 0                                                                      | Azerbaigian                                                                | Qual. Mondiali 2018                                                        | -                                                                          | 75’                                                                        |
| 9-3-2017                                                                   | Al Rayyan                                                                  | Qatar                                                                      | 1 – 2                                                                      | Azerbaigian                                                                | Amichevole                                                                 | -                                                                          | 46’                                                                        |
| 26-3-2017                                                                  | Baku                                                                       | Azerbaigian                                                                | 1 – 4                                                                      | Germania                                                                   | Qual. Mondiali 2018                                                        | -                                                                          | 81’                                                                        |
| 5-10-2017                                                                  | Baku                                                                       | Azerbaigian                                                                | 1 – 2                                                                      | Rep. Ceca                                                                  | Qual. Mondiali 2018                                                        | -                                                                          | 62’                                                                        |
| 8-10-2017                                                                  | Kaiserslautern                                                             | Germania                                                                   | 5 – 1                                                                      | Azerbaigian                                                                | Qual. Mondiali 2018                                                        | -                                                                          | 77’                                                                        |
| 30-1-2018                                                                  | Antalya                                                                    | Azerbaigian                                                                | 0 – 0                                                                      | Moldavia                                                                   | Amichevole                                                                 | -                                                                          | 24’ 84’                                                                    |
| 23-3-2018                                                                  | Baku                                                                       | Azerbaigian                                                                | 0 – 1                                                                      | Bielorussia                                                                | Amichevole                                                                 | -                                                                          |                                                                            |
| 27-3-2018                                                                  | Antalya                                                                    | Azerbaigian                                                                | 1 – 1                                                                      | Macedonia                                                                  | Amichevole                                                                 | -                                                                          | 60’                                                                        |
| 5-6-2018                                                                   | Astana                                                                     | Kazakistan                                                                 | 3 – 0                                                                      | Azerbaigian                                                                | Amichevole                                                                 | -                                                                          | 72’                                                                        |
| 7-9-2018                                                                   | Baku                                                                       | Azerbaigian                                                                | 0 – 0                                                                      | Kosovo                                                                     | UEFA Nations League 2018-2019 - 1º turno                                   | -                                                                          | 61’                                                                        |
| 11-10-2018                                                                 | Tórshavn                                                                   | Fær Øer                                                                    | 0 – 3                                                                      | Azerbaigian                                                                | UEFA Nations League 2018-2019 - 1º turno                                   | -                                                                          | 83’                                                                        |
| 20-11-2018                                                                 | Pristina                                                                   | Kosovo                                                                     | 4 – 0                                                                      | Azerbaigian                                                                | UEFA Nations League 2018-2019 - 1º turno                                   | -                                                                          | 71’                                                                        |
| Totale                                                                     |                                                                            | Presenze                                                                   | 26                                                                         |                                                                            | Reti                                                                       | 1                                                                          |                                                                            |

## Palmarès

### Club

#### Competizioni nazionali
- Campionato azero: 1

Neftçi Baku: 2010-2011
- Coppa d'Azerbaigian: 1

Neftçi Baku: 2013-2014